# L'auberge rouge (film 1923)
L'auberge rouge è un film francese del 1923, diretto da Jean Epstein, tratto dal romanzo omonimo di Honoré de Balzac.

## Trama
1825: un banchiere parigino offre una cena, nella propria abitazione, in onore del ricco commerciante Herman. Ad essa sono presenti, fra gli altri, Jean-Frédéric Taillefer con la nipote Victorine, fidanzata di André, figlio del banchiere. Viene chiesto ad Herman di raccontare una storia avvincente, tratta dalla sua esperienza di viaggiatore.
La storia che Herman racconta si situa in Alsazia, un quarto di secolo avanti. In una notte di tempesta, Prosper Magnan ed un amico prendono alloggio in un albergo. Al loro arrivo, una cartomante predice per Prosper “Oro, crimine, morte!”, mentre fra lui e la figlia dell’albergatore nasce un’intesa amorosa. Arriva un altro avventore: l’albergo è completo, ma, grazie all’intercessione di Prosper, il nuovo venuto viene accolto ugualmente. Costui si rivela essere un commerciante olandese di diamanti, che, per ringraziare Prosper della sua intercessione gli regala un piccolo diamante.
Prosper, il suo amico, ed il commerciante di diamanti dividono la stessa camera. Nella notte Prosper, che è un giovane dottore agli inizi della carriera, quindi non certo dotato di grandi fortune, è fortemente tentato di uccidere il commerciante di diamanti per derubarlo; estrae il coltello, ma nello stesso tempo è colto da dubbi e ripensamenti, e cade in una profonda crisi.
Al mattino, Prosper, svegliatosi in stato confusionale, trova il commerciante di diamanti a letto morto, ed il suo proprio coltello e i suoi indumenti imbrattati di sangue, mentre del suo amico (nel corso del racconto ora Herman ricorda che si chiamava Frédéric) è scomparsa ogni traccia.
Per i gendarmi che lo arrestano è facile concludere che sia Prosper il colpevole, in combutta con Frédéric, evidentemente fuggito col bottino, tanto più che viene trovato il diamante nelle sue tasche. Per quanto Prosper riesca a dire a propria discolpa, viene condannato a morte, e fucilato.
Durante la cena nel salotto parigino, Herman dice di aver sentito raccontare questa storia proprio dalla figlia dell’albergatore. Inoltre, dopo il racconto si accumulano indizi che possono portare ad identificare Frédéric, l’amico di Prosper, proprio con il Jean-Frédéric Taillefer presente alla cena, che durante il racconto aveva manifestato crescenti segni di nervosismo. Il figlio del banchiere, sospettoso, lo invita a giocare a carte. Quando a Taillefer càpitano le stesse carte che la cartomante aveva estratto nell’albergo alsaziano, egli ha un tracollo nervoso e sviene, rendendo così evidente la sua identità col Frédéric assassino di qualche decennio prima.